# Matteo Pinca
Matteo Pinca (Lecco, 12 de octubre de 1990) es un deportista italiano que compitió en remo.
Ganó dos medallas en el Campeonato Mundial de Remo, en los años 2010 y 2012, y una medalla de plata en el Campeonato Europeo de Remo de 2017.

## Palmarés internacional
| Campeonato Mundial | Campeonato Mundial        | Campeonato Mundial | Campeonato Mundial        |
| Año                | Lugar                     | Medalla            | Prueba                    |
| ------------------ | ------------------------- | ------------------ | ------------------------- |
| 2010               | Cambridge (Nueva Zelanda) | Medalla de bronce  | Ocho con timonel ligero   |
| 2012               | Plovdiv (Bulgaria)        | Medalla de plata   | Ocho con timonel ligero   |
| Campeonato Europeo |                           |                    |                           |
| Año                | Lugar                     | Medalla            | Prueba                    |
| 2017               | Račice (República Checa)  | Medalla de plata   | Cuatro sin timonel ligero |